# Laconiaordern
Laconiaordern (tyska: Laconia-Befehl), eller Triton noll som den egentligen hette, utfärdades av tyska storamiralen (Großadmiral) Karl Dönitz under andra världskriget som ett resultat av Laconia-incidenten. Innan denna incident, plockade fartyg i den tyska flottan (Kriegsmarine), liksom de flesta andra flottor, vanligen upp överlevande, med undantag av tyska ubåtar, som redan var under order att inte göra det enligt Krigsorder Nr. 154. År 1942, utanför Västafrika i Atlanten, när tyska fartyg räddade överlevande från oceanångaren RMS Laconia, attackerades man av ett amerikanskt flygplan.

## Ordern
Ordern var följande:
| ” | 1. Jegliche Rettungsversuche von Angehörigen versenkter Schiffe, also auch das Auffischen Schwimmender und Anbordgabe auf Rettungsboote, Aufrichten gekenterter Rettungsboote, Abgabe von Nahrungsmitteln und Wasser haben zu unterbleiben. Rettung widerspricht den primitivsten Forderungen der Kriegsführung nach Vernichtung feindlicher Schiffe und deren Besatzungen. 2. Die Befehle über das Mitbringen von Kapitänen und Chefingenieuren bleiben bestehen. 3. Schiffbrüchige nur dann retten, wenn ihre Aussagen für das Boot von Wichtigkeit sind. 4. Bleibt hart. Denkt daran, daß der Gegner bei seinen Bombenangriffen auf deutsche Städte keine Rücksicht auf Frauen und Kinder nimmt! | „ |

| ” | 1. Inga som helst försök får göras att rädda personer ombord på sänkta fartyg, och detta innefattar även upplockandet av personer i vattnet, att placera dem i livbåtar, att räta upp kapsejsade livbåtar samt att överlämna mat och vatten. Räddning går tvärtemot krigföringens mest elementära krav på tillintetgörande av fientliga fartyg och besättningar. 2. Ordern att ta hand om alla kaptener och maskinchefer från fientliga fartyg är fortfarande i kraft. 3. Skeppsbrutna människor skall räddas endast om deras upplysningar är betydelsefulla för ubåten. 4. Förbli hårda. Kom ihåg att fienden inte tar hänsyn till kvinnor och barn när han bombar tyska städer. | „ |

## Nürnbergrättegången
Denna order, tillsammans med Krigsorder Nr. 154 år 1939, infördes av åklagaren vid Nürnbergrättegångarna av storamiral Karl Dönitz där Dönitz åtalades för krigsförbrytelser, inklusive utgivningen av "Laconiaordern":

Åtalet har infört mycket bevis kring två order av Dönitz, Krigsorder Nr. 154, utfärdat 1939, och den så kallade Laconiaordern 1942. Försvaret hävdar att dessa order och bevis som stöder dem inte visar en sådan policy och införde inte mycket bevis för motsatsen. Tribunalen anser att bevisen inte upprättrar med erforderlig säkerhet att Dönitz medvetet beordrade dödandet av skeppsbrutna överlevande. Orderna var otvivelaktigt tvetydiga och förtjänar starkast misstroendevotum.
Bevisen visar vidare att räddningsbestämmelserna inte genomfördes och att den tilltalade beordrade att de inte bör genomföras. Argumentet för försvaret är att ubåtens säkerhet är, som enligt den första sjöregeln, av största vikt för att rädda andra och att utvecklingen av flygplanen gjorde räddningsinsatsen omöjlig. Det kan vara så, men protokollet är explicit. Om befälhavaren inte kan rädda, då kan han inte enligt sina villkor sänka ett handelsfartyg och bör göra det möjligt för det att passera oskadligt inför hans periskop. Orderna, då, bevisade att Dönitz är skyldig till ett brott mot protokollet. (Betoning tillagd)
Mot bakgrund av alla framlagda fakta och i synnerhet av en order av den brittiska amiralitetet meddelat den 8 maj 1940, enligt vilken alla fartyg bör sänktes vid åsyn i Skagerrak, och svaren på utfrågningen av amiral Chester Nimitz, som angav att oinskränkt ubåtskrig bedrevs i Stilla havet av Förenta staterna från den första dagen av Stillahavskriget, är domen mot Dönitz inte utvärderad på grund av sina brott mot folkrätten av ubåtskrigföring.